# Punrunata brasiliensis
Punrunata brasiliensis is een hooiwagen uit de familie Gonyleptidae.